# Anna Eisenrauch
Anna Eisenrauch (* 24. Jänner 1947 in Wels, Oberösterreich) ist eine in Wels lebende oberösterreichische ÖVP-Landtagsabgeordnete.

## Leben

### Ausbildung und Beruflicher Werdegang
Nach dem Besuch der Volksschule und einer privaten Mädchenhauptschule machte Eisenrauch eine Ausbildung zur Bürokauffrau bei der Welser Firma Aggermann.
Ab 1965 war sie erst im Sekretariat der Welser ÖVP, ab 1969 war sie als Chefsekretärin im Bundesheim für Erwachsenenbildung in Strobl am Wolfgangsee tätig und vom 1. Jänner 1970 bis 31. Jänner 1996 arbeitete sie als Angestellte beim OÖ. Bauernbund in Wels und Vöcklabruck.

### Politischer Werdegang
Seit 1965 ist Eisenrauch bei der Österreichischen Volkspartei, JVP und ÖAAB. Ab 1972 war sie bei den ÖVP Frauen, wo sie von 1979 bis 1999 die Funktion der Stadtleiterin der Welser ÖVP-Frauen ausübte. In den Jahren 1981 bis 1997 hatte sie für die ÖVP das Amt einer Gemeinderätin in Wels inne.

Ab Ende Januar 1996 war sie im OÖ Landtag, wo sie neben der Mitgliedschaft in entsprechenden Ausschüssen für den Bereichen Soziales, Frau und Beruf, Heimatvertriebene sowie Initiativ- und Selbsthilfegruppen tätig war. 

Sie ist seit 1990 stellvertretende Parteiobfrau der Welser ÖVP. Von 1998 bis 2004 war sie stellvertretende Landesleiterin der ÖVP Frauen und seit 2004 ist sie im Landesvorstand der ÖVP-Frauen. Seit 1986 ist sie Mitglied der ÖVP-Landesparteileitung und seit 2000 Stellvertreterin des Landesobmannes im Seniorenbund. Sie blieb in den nächsten beiden Landtagsperiode vom 31. Oktober 1997 bis 28. September 2003 und vom 23. Oktober 2003 bis 22. Oktober 2009 im Landtag. Anschließend schied sie aus dem Landtag aus und ging Anfang November 2009 in Pension. Ab 10. November 2009, Bernhard Ploier-Niederschick war aus dem Amt ausgeschieden, war sie bis 28. Januar 2013 Vizebürgermeisterin von Wels.

Seit März 2003 ist Anna Eisenrauch Bezirksobfrau des Seniorenbundes Wels-Stadt, wo sie vorher ab 2000 Stellvertreterin des Bezirks-Obmannes war.
Seit 14. Jänner 2009 ist sie Parteiobfrau der ÖVP Wels.

### Verfahren wegen Doppelbezug
2016 wurde publik, dass Eisenrauch in ihrer Zeit als Vizebürgermeisterin über drei Jahre lang volle Bezüge erhalten hatte, obwohl ihr nur Teilzeitbezüge zugestanden hätten. Nachdem bereits Marianne Gusenbauer-Jäger 2013 wegen Doppelbezugs angeklagt worden war, entschied sich Eisenrauch dazu eine Selbstanzeige beim damaligen Bürgermeister Peter Koits zu tätigen. Aber erst unter Andreas Rabl wurde der Fall weiterverfolgt, sodass letztendlich eine Verjährung vorlag. Von ihm wurde aufgrund moralischer Verantwortung ein freiwillige Rückzahlung von 128.782,35 € vorgeschlagen. Parteiintern wurde durch den Landesgeschäftsführer Wolfgang Hattmannsdorfer und Stadtparteichef Peter Csar mit Eisenrauch darüber diskutiert und sie stimmte der Zahlung eigentlich zu, welche dann aber nicht in die Stadtkasse, sondern als Spende für eine Sozialorganisation, erbracht werden sollte. Anfang 2016 wurde aufgrund einer Strafanzeige ein Verfahren gegen Eisenrauch wegen Untreue und gegen Koits wegen Mißbrauch der Amtsgewalt angestrebt. Im Februar 2017 wurde das Verfahren gegen Eisenrauch eingestellt und keine Anklage erhoben.

### Mitgliedschaften
Aufgrund ihrer politischen Tätigkeit ist sie in verschiedenen Vereinen Mitglied, wo sie auch an vielen Veranstaltungen und Aktivitäten teilnimmt, wie u. a. der KdOE, dem Wirtschaftsbund, dem ÖAAB, dem Bauernbund, den ÖVP-Frauen, und beim Seniorenbund.
In den 1980er Jahren gründete sie das erste Frauenhaus in Wels und wurde dort Obfrau. Im September 2021 gab sie das Amt ab.

### Familie
Eisenrauch ist verheiratet. Sie hat zwei Kinder, einen Sohn und eine Tochter.